# Jason Manuel Olazabal
Jason Manuel Olazabal (Santa Maria, 14 ottobre 1973) è un attore statunitense.

## Biografia
Jason nasce a Santa Maria, California. Inizia la sua carriera nel 2001 con alcuni ruoli di secondo piano come la serie Law & Order - I due volti della giustizia e in film come Bad Boys II. Ottiene maggiore notorietà per il ruolo di Ramon Prado nella serie televisiva Dexter e di Alex Cruz nella serie Make It or Break It - Giovani campionesse.
Il 6 febbraio 2004 si è sposato con l'attrice Sunita Param.

## Filmografia

### Cinema
- Bad Boys II, regia di Michael Bay (2003)
- Inside Man, regia di Spike Lee (2006)
- This Is Not a Test, regia di Chris Angel (2008)
- I Don't Feel at Home in This World Anymore, regia di Macon Blair (2017)

### Televisione
- Law & Order - I due volti della giustizia (Law & Order) – serie TV, episodi 11x17-13x21 (2001-2003)
- The Education of Max Bickford – serie TV, episodio 1x12 (2002)
- Law & Order: Criminal Intent – serie TV, episodio 3x03 (2003)
- Law & Order - Unità vittime speciali (Law & Order: Special Victims Unit) – serie TV, episodio 7x05 (2005)
- Streghe (Charmed) – serie TV, episodio 8x15 (2006)
- Numb3rs – serie TV, episodio 3x15 (2007)
- Dr. House - Medical Division (House, M.D.) – serie TV, episodio 4x02 (2007)
- Dexter – serie TV, 9 episodi (2008)
- The Unit – serie TV, episodio 4x13 (2009)
- Make It or Break It - Giovani campionesse (Make It or Break It) – serie TV, 21 episodi (2009-2012)
- CSI: Miami – serie TV, episodio 9x08 (2010)
- Person of Interest – serie TV, episodio 1x09 (2011)
- Ironside – serie TV, episodi 1x06-1x07 (2013)
- CSI - Scena del crimine (CSI: Crime Scene Investigation) – serie TV, episodio 14x06 (2013)
- NCIS: Los Angeles – serie TV, episodio 6x03 (2014)
- Blue Bloods – serie TV, episodio 5x08 (2014)
- C'è sempre il sole a Philadelphia (It's Always Sunny in Philadelphia) – serie TV, episodio 10x07 (2015)
- Scorpion – serie TV, episodio 1x20 (2015)
- Devious Maids - Panni sporchi a Beverly Hills (Devious Maids) – serie TV, episodio 3x06 (2015)
- Castle – serie TV, episodio 8x14 (2016)
- Fear the Walking Dead – serie TV, episodi 3x03-3x04 (2017)
- Madam Secretary – serie TV, episodio 4x08 (2017)
- Elementary – serie TV, episodio 6x11 (2018)
- Escaping My Stalker, regia di Linden Ashby – film TV (2020)
- NCIS: Hawai'i - serie TV  episodio 1x08 (2022)
- NCIS - Unità anticrimine (NCIS) – serie TV, episodio 20x11 (2023)

## Doppiatori italiani
Nelle versioni in italiano delle opere in cui ha recitato, Jason Manuel Olazabal è stato doppiato da:
- Massimo Bitossi in Inside Man, Make It or Break It - Giovani campionesse, Stumptown
- Gaetano Varcasia in Dexter, CSI - Scena del crimine
- Alberto Angrisano in Law & Order - Unità vittime speciali, Blue Bloods
- Guido Di Naccio in Fear the Walking Dead, NCIS: Hawai'i
- Saverio Moriones in Bad Boys II
- Oliviero Corbetta in Law & Order: Criminal Intent
- Alessandro Ballico in CSI: Miami
- Enrico Pallini in Person of Interest
- Alessandro Budroni in NCIS: Los Angeles
- Carlo Scipioni in Castle
- Maurizio Fiorentini in Elementary
- Gabriele Sabatini in NCIS - Unità anticrimine